# Ghassan Kanafani
Ghassan Kanafani (arabisch غسان فايز كنفاني, DMG Ġassān Fāyiz Kanafānī; * 9. April 1936 in Akka, Britisch-Palästina; † 8. Juli 1972 in Beirut, Libanon) war ein palästinensischer Schriftsteller und Journalist.
Kanafani gilt als einer der wichtigsten arabischen Schriftsteller der Gegenwart. Als Verfasser zahlreicher Kurzgeschichten und Kurzromane wurde er in der gesamten arabischen Welt rezipiert. Sein Werk gilt in vielen Bereichen als innovativ für die moderne arabische Literatur. Seine Romane und etliche seiner Kurzgeschichten liegen in deutscher Übersetzung vor. Politisch trat er als Sprecher der Terrororganisation Volksfront zur Befreiung Palästinas in Erscheinung, für deren Presseorgane er zudem redaktionelle Verantwortung trug. Er wurde vom israelischen Auslandsgeheimdienst Mossad getötet.

## Leben
Kanafani wurde am 9. April 1936 in Akkon, im damaligen Britischen Mandatsgebiet Palästina, geboren. Kanafanis Familie gehörte dort der unteren Mittelschicht an. Sein Vater arbeitete als Anwalt und wurde auf Grund politischer Aktivität mehrmals durch die Briten inhaftiert. Seine Grundschulbildung erhielt Kanafani in einer französischsprachigen katholischen Grundschule in Jaffa. 1948 floh seine Familie über den Libanon nach Syrien und lebte dort in einem Flüchtlingslager. In Damaskus beendete er seine schulische Ausbildung an einer Sekundarschule der UNRWA. Von 1953 bis 1956 arbeitete er dort als Lehrer. Anschließend bekam er eine Anstellung als Sport- und Kunstlehrer in Kuwait. In dieser Zeit schloss sich Kanafani einer kommunistischen Untergrundgruppe an.
1960 kehrte er in den Libanon zurück. Dort arbeitete er als Redakteur für verschiedene nasseristische Zeitungen. 1962 heiratete er Anni Høver, die im dänischen Widerstand gegen den Nationalsozialismus aktiv gewesen war. Im folgenden Jahr erhielt Kanafani die libanesische Staatsbürgerschaft.
Ab 1969 arbeitete er als Chefredakteur der Parteizeitung der Volksfront zur Befreiung Palästinas (PFLP), al-Hadaf. Zudem fungierte er fortan als deren politischer Sprecher.
Am 8. Juli 1972 wurde Kanafani gemeinsam mit seiner siebzehnjährigen Nichte, Lamees Najim, in Beirut vom israelischen Auslandsgeheimdienst Mossad mit einer Autobombe getötet. Der Mossad wurde sehr bald für die Tat verantwortlich gemacht, übernahm zunächst keine Verantwortung für den Anschlag, gab ihn aber schließlich zu.

## Literarische Aktivität
Für Kanafani war Literatur nicht nur Kunst um der Kunst willen, sie erfüllte eine spezifische gesellschaftspolitische Rolle. Als die von Jean-Paul Sartre ausgelöste Debatte um die littérature engagée unter der arabisierten Bezeichnung al-adab al-multazim (engagierte Literatur) auch in der postkolonialen arabischen Welt eingeführt wurde, forderte Kanafani einen, seinen eigenen politischen Überzeugungen entsprechenden, iltizām (Engagement) gegenüber dem Arabischen Nationalismus. Darunter verstand er insbesondere adab al-muqāwama (Widerstandsliteratur) gegen Israel. Revolution, Befreiungsnationalismus, Antiimperialismus, Antizionismus prägen die Thematik seines Werkes. Gleichwohl wurde Kanafani innerhalb der arabischen Literaturkritik mangelnder iltizām vorgeworfen. Sein innovativer Stil brach mit bekannten Mustern der durch den Sozialistischen Realismus orientierten Prosa, die vor allem in den 1950er Jahren maßgebend für die arabische Literatur war.

### Motive
Kanafani nutzt in seinen Kurzgeschichten und Romanen eine Reihe wiederkehrender Motive. Diese Motive knüpfen zum Teil an neuere Formen der arabischen Literatur an wie den arabischen Bildungsroman, zum Teil an sehr traditionelle Bilder, die es bereits in vorislamischen Qasiden gegeben hatte.

#### Der palästinensische Bauer
Der Bauer war in arabischen Bildungsromanen des 20. Jahrhunderts ein beliebtes Motiv. Mit ihm wurden gesellschaftliche Rückständigkeit, Ignoranz und Armut dargestellt, die mit Hilfe von Bildung überwunden werden konnten. Der Bauer gilt in dieser Literaturgattung als Antithese zur Moderne.
Der Bauer spielt auch bei Kanafani eine zentrale Rolle. Er ist organisch mit seinem Land verbunden und steht den Landbesitzern und in geringerem Maße den Stadtbewohnern gegenüber. Es findet sich keine explizite Kritik seiner Lebensumstände, wohl aber seiner wirtschaftlichen Abhängigkeit gegenüber den Landbesitzern. Eine Glorifizierung bäuerlicher Armut findet sich bei Kanafani ebenfalls nicht. Die Fähigkeit des Bauern, Entbehrungen standzuhalten, gilt hingegen als Ideal.
Vor allem in seinen Kurzgeschichten beschreibt Kanafani anhand von Bauernfiguren episodenhaft die Zusammenstöße zwischen Palästinensern, Briten und zionistischen Verbänden oder porträtiert das Leben entwurzelter Bewohner der Flüchtlingslager. Der Bauer ist der idealtypische Palästinenser. Besonders zentral in Kanafanis Werk ist die Figur Umm Saad, eine geduldige, starke und durchhaltende Bäuerin, die den anderen Lagerbewohnern Hoffnung auf die Zukunft ermöglicht. Das Motiv des Bauern ist zum einen politisch motiviert. Kanafani verdeutlicht an ihm sowohl die Notwendigkeit der nationalen Befreiung als auch die Abschaffung des Klassenverhältnisses, zum anderen spiegelt es vermutlich die psychologisch begründete Suche nach Identität in Form einer Nähe zu volkstümlichen Traditionen des Exilautors wider.

#### Die Wüste
Die Wüste ist ein starkes Motiv in mehreren Kurzgeschichten und Romanen Kanafanis. Besonders zentral ist die Wüste in den Geschichten Männer in der Sonne und Was Euch bleibt. Bereits in vorislamischen Qasiden war die Wüste ein zentrales Motiv. Im Gegensatz zu den ausschweifenden Naturbeschreibungen der altarabischen Dichtung ist die Wüste bei Kanafani jedoch kein vertrauter Ort. Sie ist die Antithese zur Stadt und zum Land, in denen die Palästinenser lebten, und wird als ein gefährlicher und lebensfeindlicher Raum dargestellt. Sie dient Kanafani als Symbol für die gegenwärtige Situation der Palästinenser, die die Wüste durchqueren müssen, um in die Welt zurückzukehren.

#### Waffen
Wie die Wüste ist die Beziehung zwischen Mann und Waffe ein bekanntes Motiv altarabischer Dichtung. Waffen tauchen bei Kanafani in den Zusammenstößen der Palästinenser mit zionistischen Verbänden auf. Ihre Besitzer besitzen oft eine enge Beziehung zu ihren Waffen, die sie zu handlungsfähigen Subjekten machen. In der Kurzgeschichte Das Maschinengewehr erkauft sich der Protagonist mit seinem Blut, das er zu einer Blutbank bringt, ein modernes Maschinengewehr zur Verteidigung seines Dorfes.

## Rezeption

Kanafani-Graffito in Palästina